# Zieja (film)
Zieja – polski film biograficzny w reżyserii Roberta Glińskiego z 2020 r.

## Opis fabuły
Film opowiada o życiu i działalności ks. Jana Ziei (1897–1991). Przedstawione są one podczas retrospekcji w trakcie przesłuchań i rozmów księdza z Adamem Grosickim, majorem SB. Akcja dzieje się w 1977 roku. Główny bohater zostaje przedstawiony m.in. podczas wojny polsko-bolszewickiej, kiedy na ochotnika zostaje kapelanem w 8 Pułku Piechoty Legionów; jako duszpasterz w zakładzie dla ociemniałych w Laskach; w trakcie powstania warszawskiego; po II wojnie światowej na ziemiach odzyskanych, kiedy prowadzi działalność charytatywną i organizuje dom matki i dziecka oraz z Jackiem Kuroniem w Komitecie Obrony Robotników w latach 70. XX w.

## Obsada
- Andrzej Seweryn jako ks. Jan Zieja
- Mateusz Więcławek jako młody ks. Jan Zieja
- Zbigniew Zamachowski jako Adam Grosicki, major SB
- Sławomir Orzechowski jako pułkownik SB
- Jakub Wieczorek jako Jacek Kuroń
- Dariusz Kowalski jako Jan Józef Lipski

## Produkcja
Okres zdjęciowy obejmował czas od marca do kwietnia 2019 i następujące miasta: Częstochowę, Janowiec, Kazimierz Dolny, Lublin, Nałęczów, Odrzywół, Rzym, Warszawę, Wąwolnicę.

## Nagrody
- 2020 Zielonogórski Festiwal Filmu i Teatru – nagroda za najlepszą kreację aktorską dla Zbigniewa Zamachowskiego.